# All Hell Breaks Loose (Black Star Riders)
| Recensione   | Giudizio |
| ------------ | -------- |
| AllMusic     |          |
| Sputnikmusic |          |
| The Guardian |          |

All Hell Breaks Loose è il primo album in studio del gruppo musicale statunitense Black Star Riders, pubblicato nel maggio del 2013 dalla Nuclear Blast.

## Storia
I Black Star Riders si formano nel dicembre 2012, quando i membri dell'ultima formazione dei Thin Lizzy decidono di registrare nuovo materiale, senza tuttavia voler utilizzare il nome storico. La band aveva cominciato a comporre materiale per un nuovo disco tra il 2011 e il 2012, ed aveva registrato le prime demo nel giugno 2012.
Nell'ottobre 2012, Scott Gorham annuncia che il nuovo materiale non sarà registrato sotto il nome Thin Lizzy «per rispetto a Phil Lynott e l'eredità che ha creato», tuttavia il chitarrista conferma che il disco presenterà il classico sound del gruppo. Il cantante Ricky Warwick ha inoltre giustificato la scelta di utilizzare un nome diverso per non scontentare i fan storici del gruppo e di Lynott.

## Tracce
1. All Hell Breaks Loose – 4:15 (Ricky Warwick, Damon Johnson, Scott Gorham, Marco Mendoza, Darren Wharton)
2. Bound for Glory – 4:08 (Warwick, Johnson)
3. Kingdom of the Lost – 4:43 (Warwick, Johnson)
4. Bloodshot – 4:02 (Gorham, Warwick, Johnson)
5. Kissin' the Ground – 3:06 (Warwick, Johnson, Marti Frederiksen)
6. Hey Judas – 4:11 (Warwick, Johnson, Gorham)
7. Hoodoo Voodoo – 4:15 (Warwick, Johnson)
8. Valley of the Stones – 4:15 (Warwick, Johnson, Gorham)
9. Someday Salvation – 3:05 (Warwick, Johnson)
10. Before the War – 3:39 (Warwick, Johnson)
11. Blues Ain't So Bad – 6:15 (Gorham, Warwick, Johnson, Mendoza, Wharton)

Traccia bonus nell'edizione speciale
1. Right to Be Wrong – 3:35 (Warwick, Johnson, Gorham)

## Formazione
- Ricky Warwick – voce, chitarra
- Scott Gorham –  chitarra solista, chitarra ritmica
- Damon Johnson – chitarra solista, chitarra ritmica
- Marco Mendoza – basso
- Jimmy DeGrasso – batteria, percussioni